# Saint-Agnan (Moselle)
Saint-Agnan is een gehucht in het Franse departement Moselle in de regio Grand Est.
Saint-Agnan maakte deel uit van de gemeente Ogy, die 1 januari 2017 fuseerde met Montoy-Flanville tot de commune nouvelle Ogy-Montoy-Flanville.
Flanville · Montoy (Haut & Petit) · Ogy · Puche · Saint-Agnan